# Schiacallia tristis
Schiacallia tristis là một loài bọ cánh cứng trong họ Cerambycidae.